# Тыдэотта (приток Ягенетты)
Тыдэотта (уст. Тыдыотта) — река в России, протекает в Ямало-Ненецком АО. Устье реки находится на 16 км по правому берегу реки Ягенетта. Длина — 104 км. Площадь бассейна — 4300 км².
Образуется слиянием Северной и Южной Тыдэотт. Ширина реки у их слияния составляет 92 м; глубина 1,2 метра; дно песчаное.

## Притоки
- 25 км: без названия (лв)
- 38 км: Нохояха (лв)
- 57 км: Хабэвкаяха
- 73 км: Якунеме (пр)
- 104 км: Южная Тыдэотта (пр)
- 104 км: Северная Тыдэотта (лв)

## Данные водного реестра
По данным государственного водного реестра России относится к Нижнеобскому бассейновому округу, водохозяйственный участок реки — Пур, речной подбассейн реки — подбассейн отсутствует. Речной бассейн реки — Пур.
Код объекта в государственном водном реестре — 15040000112115300059323.